# Parvoscincus palaliensis
Espèce
Parvoscincus palaliensis est une espèce de sauriens de la famille des Scincidae.

## Répartition
Cette espèce est endémique de Luçon aux Philippines. Elle se rencontre vers 1 374 m d'altitude sur le mont Palali.

## Description
La femelle holotype mesure 39,28 mm.

## Étymologie
Son nom d'espèce, composé de palali et du suffixe latin -ensis, « qui vit dans, qui habite », lui a été donné en référence au lieu de sa découverte.

## Publication originale
- Linkem & Brown, 2013 : Systematic revision of the Parvoscincus decipiens (Boulenger, 1894) complex of Philippine forest skinks (Squamata: Scincidae: Lygosominae) with descriptions of seven new species. Zootaxa, no 3700 (4), p. 501–533.